# Parafia Narodzenia Najświętszej Maryi Panny w Hołubli
Parafia Narodzenia Najświętszej Maryi Panny w Hołubli – parafia rzymskokatolicka w Hołubli.
Parafia wznowiona w 1921.
Obecny kościół parafialny murowany, w stylu eklektycznym, został wybudowany w latach 1940–1942. Konsekrowany w 1946 przez biskupa Ignacego Świrskiego.
Parafia ma księgi metrykalne od 1921.
Do parafii należą wierni z miejscowości: Hołubla, Stasin oraz Uziębły.